# Notoceratopogon minutus
Notoceratopogon minutus är en tvåvingeart som beskrevs av Meillon och Downes 1986. Notoceratopogon minutus ingår i släktet Notoceratopogon och familjen svidknott. Inga underarter finns listade i Catalogue of Life.